# Charles Emil Lewenhaupt (młodszy)
Charles Emil Lewenhaupt (młodszy) (ur. 21 kwietnia 1721, zm. 29 marca 1796) -  szwedzki dowódca wojskowy. 
Jego ojcem był słynny szwedzki dowódca Charles Emil Lewenhaupt urodzony w 1691 roku i stracony w 1743 za słabe osiągnięcia w wojnie z Rosją. Lewenhaupt młodszy próbował wraz z przyjaciółmi i stronnikami uwolnić ojca i uratować od kary. W listopadzie 1770 został zwolniony ze służby wojennej w randze pułkownika, Wrócił jednak w 1773 jako dowódca Korpusu. Na własną prośbę 22 maja 1775 został zwolniony z wojska w randze generała dywizji kawalerii.